# 毛岸青
毛 岸青（もう がんせい、拼音: Máo Ānqīng マオ・アンチン、1923年11月23日 - 2007年3月23日）は、毛沢東と楊開慧の間に生まれた次男。

## 生涯
毛岸青は、1923年、湖南省長沙市にある湘雅医科大学付属医院（現：中南大学付属湘雅医院）にて出生。母は1930年に国民党軍によって処刑され、上海に避難。当時、父の毛沢東は現地指導のため江西省の井崗山にいた。兄弟は一時期路上生活を送っており、このとき警察官に激しく暴行を受けたことがきっかけとなり、のちに精神疾患を発症したとされている。
岸青と兄・岸英は1936年にパリに送られ、その後モスクワへと移る。1940年代にモスクワ東部のイヴァノヴォにあるインタードームで約6年生活。ソ連軍の一員として独ソ戦に参加したと伝えられ、1947年までソ連に滞在し、帰国後は中国共産党に入党した。
兄・岸英は朝鮮戦争に従軍していた1950年、前線でチャーハンの調理中、立ち昇った煙を捕捉されて爆撃を受け、戦死した。このころから岸青の精神状態は悪化し、精神分裂病を発症。かなりの期間を精神科病院で過ごすようになった。大連で療養生活を送ったと伝えられているが、軍事科学院でロシア語の翻訳の仕事に従事していたともいわれる。
1960年に兄の妻、劉思斉の妹である邵華と結婚。当時、邵華はまだ北京大学の学生だった。
1970年、一人息子の毛新宇が生まれる。毛新宇は毛沢東の唯一の嫡孫（嫡男の嫡男）として知られるが、毛沢東は孫に関心がなく、一度も会おうとしなかったという。
2007年3月、北京市にある人民解放軍三〇一医院で死去、享年82。

## 家族
毛沢東には子が10人いたが、成人したのは毛岸英、毛岸青、李敏、李訥の4人だけであり、うち男子は毛岸英と毛岸青のみだった。
- 父 毛沢東
- 母 楊開慧
  - 兄 毛岸英
  - 弟 毛岸龍（4歳で死亡）